# Rachela Korn
Rachela Häring Korn (jid. ‏רחל קאָרן‎ Rochl Korn; ur. 15 stycznia 1898 w Podliskach, zm. 9 września 1982 w Montrealu) – żydowska poetka i nowelistka pisząca w jidysz i po polsku.

## Życiorys
Urodziła się w Galicji Wschodniej jako najstarsze z trojga dzieci w rodzinie żydowskich rolników Chany i Wolfa Häringów. Rodzina zajmowała się prowadzeniem gospodarstwa rolnego od kilku pokoleń. Po śmierci ojca w 1908 matka dalej samodzielnie prowadziła gospodarstwo.
Jako młoda dziewczyna zaczęła pisać wiersze po polsku – w języku, w którym wyrosła i kształciła się.
Po wybuchu I wojny światowej wyjechała wraz z rodziną do Wiednia, gdzie nauczyła się niemieckiego. Po jej zakończeniu przeniosła się do Przemyśla, gdzie mieszkała od 1918 do 1941. Wyszła za mąż za Hersza Korna, z którym miała córkę Irenę.
Planowany przez rodzinę wyjazd do Stanów Zjednoczonych nie doszedł do skutku w związku z najazdem ZSRR na Polskę. W czerwcu 1941, gdy do Przemyśla wkroczyły wojska III Rzeszy, przebywała z wizytą u córki we Lwowie. Uciekła wraz z córką w głąb Związku Socjalistycznych Republik Radzieckich. Poprzez obóz przejściowy w Taszkencie dotarła do Moskwy. Jej mąż, bracia i matka, którzy pozostali w Przemyślu, nie przeżyli wojny. W Moskwie została ciepło przyjęta przez przedstawicieli żydowskiej kultury i wspierana przez Solomona Michoelsa, Pereca Markisza i Dawida Bergelsona. Po zakończeniu II wojny światowej powróciła do Polski. Mieszkała i tworzyła w Łodzi, gdzie została wybrana na szefa żydowskiego stowarzyszenia pisarzy. W 1948 jako przedstawicielka stowarzyszenia wyjechała na kongres PEN Clubu w Sztokholmie, z którego nie wróciła do Polski i wyemigrowała do Kanady, gdzie mieszkała do śmierci.

## Twórczość
Pierwsze prace publikowała po polsku w syjonistycznej gazecie codziennej „Nowy Dziennik” i socjalistycznym „Głosie Przemyskim”. Za namową męża, w czasie I wojny światowej nauczyła się jidysz. Pierwszy wiersz w tym języku opublikowała w „Lemberger Togblat”. Od tamtej pory pisała już wyłącznie w jidysz.
Wydała dziewięć tomików wierszy i dwa zbiory nowel.

## Nagrody
- 1950, 1958 – Nagroda Louisa Lameda[5]
- 1972 – Nagroda H. Lejwika[3]
- 1974 – Nagroda im. Icyka Mangera[6]

## Publikacje[7]
- 1928: Dorf – poezja
- 1935: Erd – proza
- 1937: Rojter mon – poezja
- 1941: Sznit – poezja
- 1948: Hejm un hejmlozikejt – poezja
- 1949: Baszertkejt – poezja
- 1958: Najn dercejlungen – proza
- 1962: Fun jener zajt lid – poezja
- 1966: Szirim w’adome – poezja, z tłumaczeniem na język hebrajski Shimshona Melzera
- 1968: Di gnod fun wort – poezja
- 1972: Ojf der szarf fun a rege – poezja
- 1977: Farbitene wor – poezja
- 1982: Generations – wiersze wybrane pod redakcją Seymoura Mayne’a
- 1986: Paper Roses – poezja, z równoległym tłumaczeniem na język angielski

### Tłumaczenia na język polski
- Antologia poezji żydowskiej. Wybór oraz noty i przypisy Salomon Łastik, redakcja i słowo wstępne Arnold Słucki. Warszawa: Państwowy Instytut Wydawniczy, 1983, s. 282–285. ISBN 83-06-00865-0.
- Moja dzika koza. Antologia poetek jidysz. Wybór i opracowanie Karolina Szymaniak, Joanna Lisek, Bella Szwarcman-Czarnota. Kraków – Budapeszt – Syrakuzy: Austeria, 2018, s. 95–96, 135, 183, 188, 193, 198, 210–211, 230, 232, 254, 285–286, 291, 297–298, 300, 313–314, 334, 338–339, 363–364, 437–438, 472–473, 502–503, 505–506, 516, 519–520, seria: Źródła, 5. ISBN 978-83-7866-209-9.